# کنتیننتال میکرونزی
کانتیننتال میکرونزی (به انگلیسی: Continental Micronesia) یک شرکت هواپیمایی با کد یاتا CS است که در تاریخ ۱۹۶۸ میلادی تأسیس شده و در تاریخ ۱۶ مه ۱۹۶۸ فعالیتش را آغاز کرده‌است. دفتر مرکزی کانتیننتال میکرونزی در تامونینگ، گوآم واقع شده‌است و قطب این شرکت هواپیمایی در فرودگاه بین‌المللی انتونیو بی وان پت قرار دارد و به ۲۵ مقصد، پرواز مستقیم انجام می‌دهد.